# Encinitas
Encinitas är en stad (city) i San Diego County, i delstaten Kalifornien, USA. Enligt United States Census Bureau har staden en folkmängd på 60 400 invånare (2011) och en landarea på 48,7 km².

## Galleri

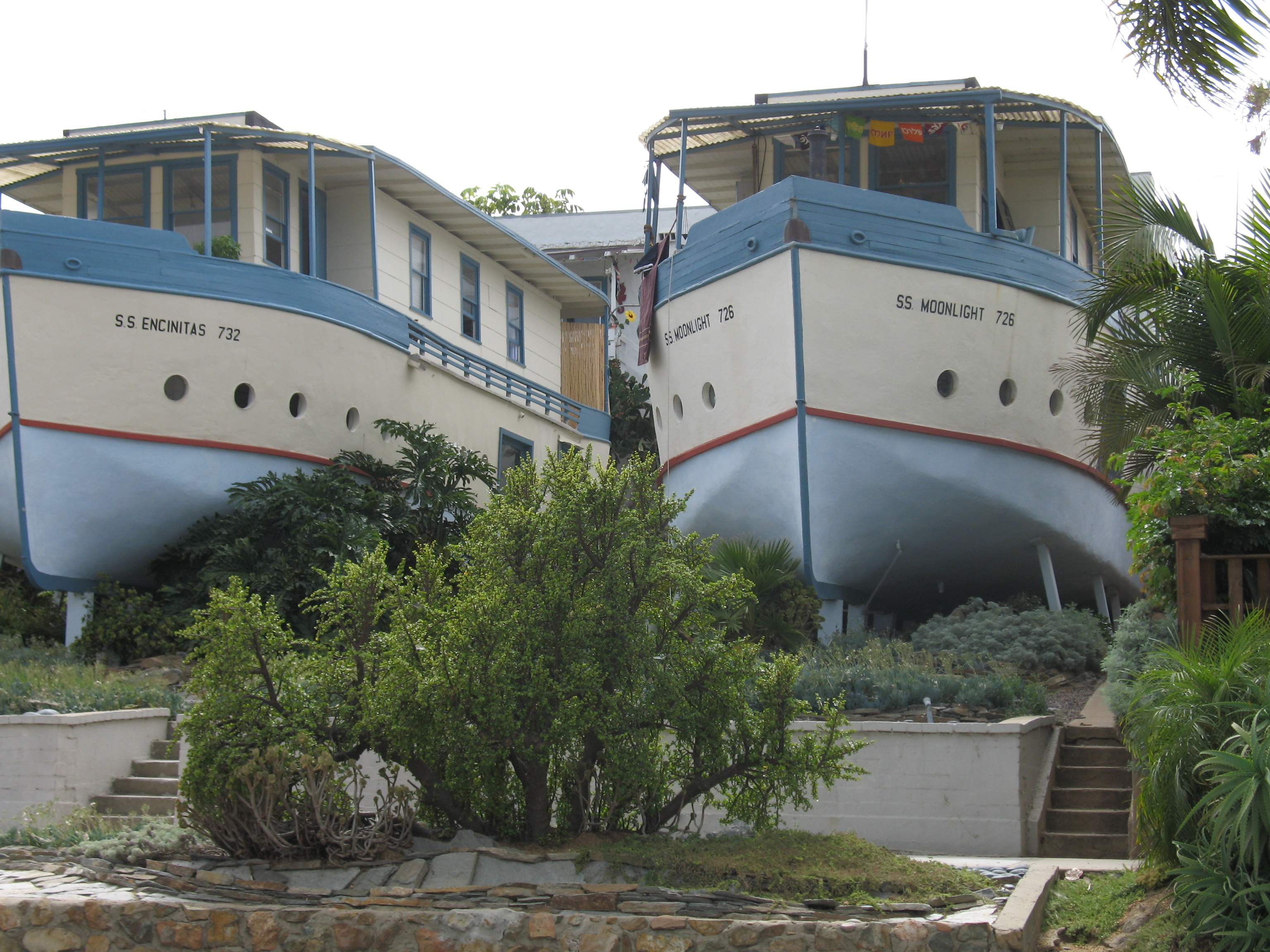
Båthusen byggda på 20-talet räknas som historiska landmärken.
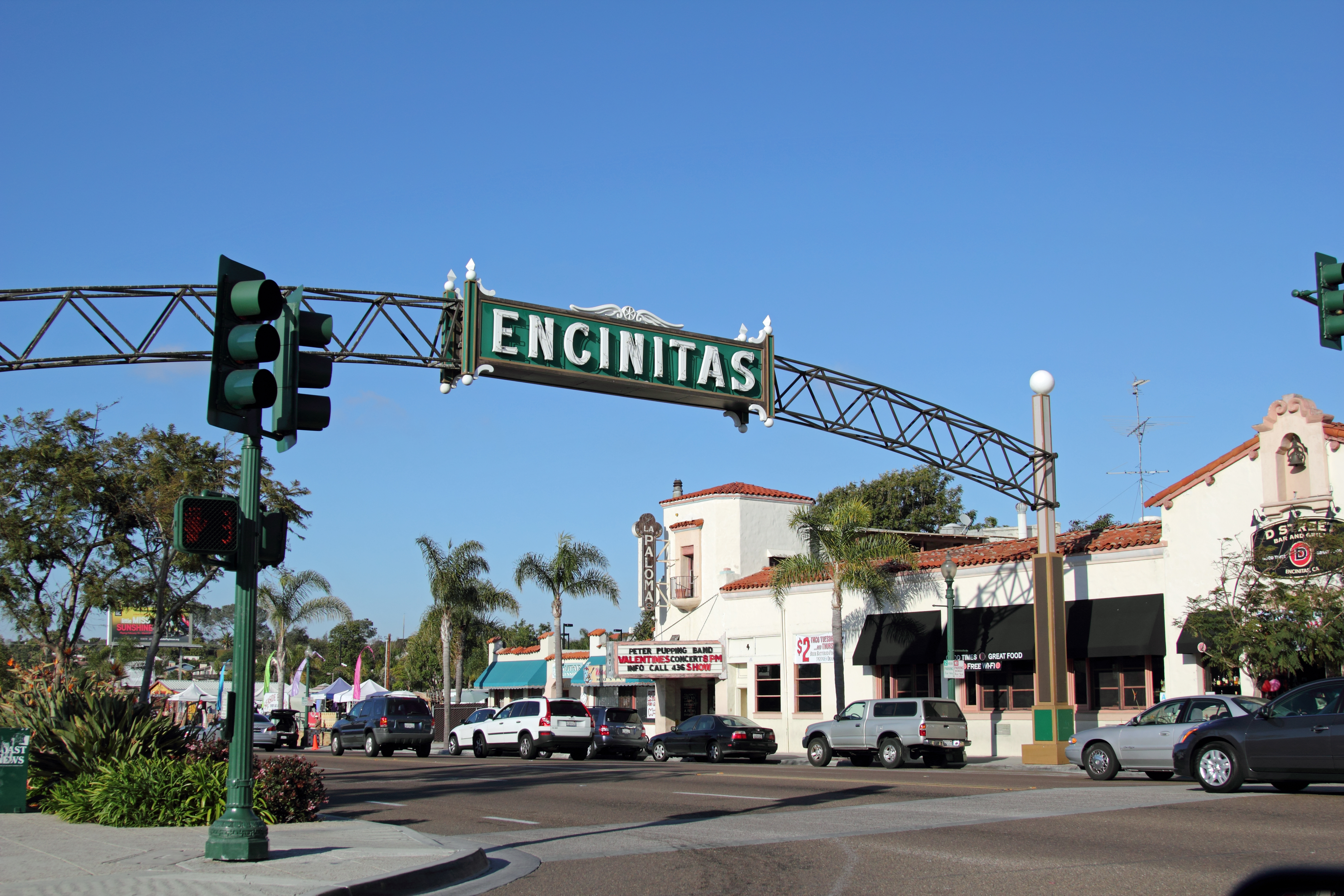
Downtown Encinitas.
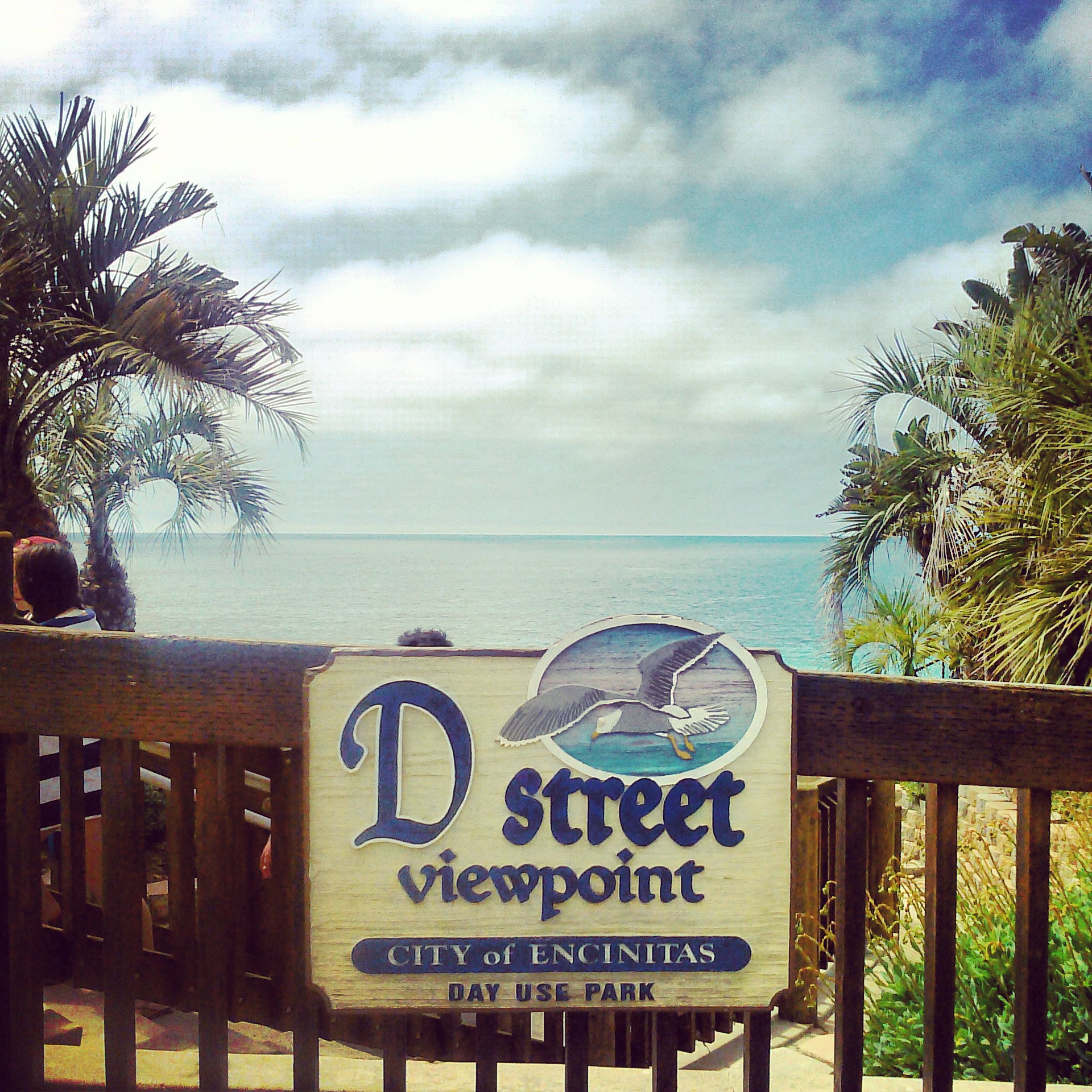
The D Street overlook.
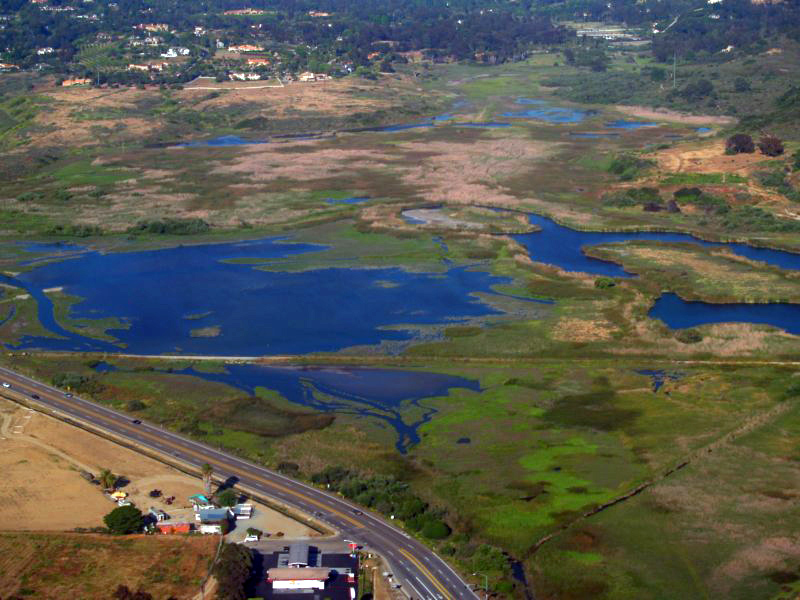
San Elijo Lagoon.